# Serra Alta
Serra Alta est une ville brésilienne située dans la mésorégion Ouest de Santa Catarina, dans l'État de Santa Catarina.

## Géographie
Serra Alta se situe par une latitude de 26° 43′ 45″ sud et par une longitude de 53° 02′ 32″ ouest, à une altitude de 648 mètres.
Sa population était de 3 285 habitants au recensement de 2010. La municipalité s'étend sur 90 km2.
Elle fait partie de la microrégion de Chapecó, dans la mésorégion Ouest de Santa Catarina.

## Administration
La municipalité est constituée d'un seul district, siège du pouvoir municipal.

## Villes voisines
Serra Alta est voisine des municipalités (municípios) suivantes :
- Bom Jesus do Oeste
- Modelo
- Saltinho
- Sul Brasil